# Палкович, Юрий (католик)

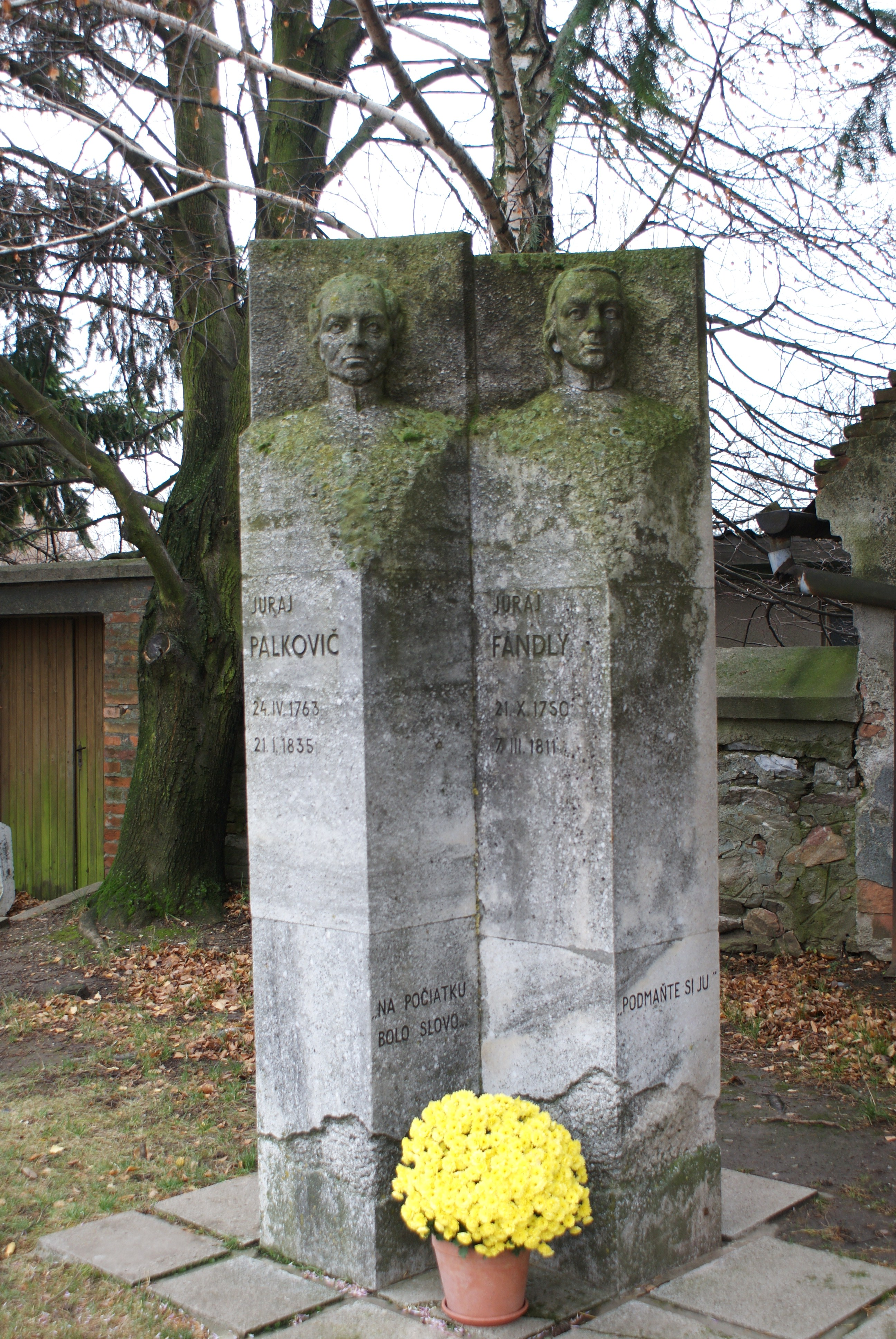
Памятник Юраю Фандли и Ю. Палковичу в дер. Доляны, района Пезинок, Братиславского края Словакии

Юрий (Юрай) Палкович (словац. Juraj Palkovič ; 24 апреля 1763, Велькэ-Хльеваны, около Бяновце-над-Бебравой — 21 января 1835, Эстрегом) — австро-венгерский словацкий католический писатель-богослов, педагог, переводчик, издатель, учёный-энциклопедист, каноник эстергомский, деятель и покровитель словацких бернолакистов.

## Биография
С 1773 года он жил с родителями в Долянах. Учился в семинарии св. Стефана в городе Трнава и семинарии Pazmaneum в Вене, после распада этого учебного заведения продолжил учёбу в 1784—1788 годах в Главной семинарии в Братиславе. В 1788 году был рукоположён в священники. В последующие годы Палкович служил капелланом в Штьявницке-Бане (с 1789 года) и Пезиноке (в 1795—1796 годах). С 1796 года состоял экстраординарным, с 1799 года — ординарным профессором моральной философии в семинарии в Братиславе, в 1800—1820 годах (до июня) был профессором канонического права и моральной философии в семинарии и библиотекарем в библиотеке капитула в Трнаве. 4 октября 1816 года он стал каноником архиепархии Эстергома, занимая эту должность до июня 1820 года. 28 мая 1821 года стал настоятелем в Комарно, 24 марта 1825 года — пробстом в Шентисфане. Всю жизнь активно занимался науками: богословием, славянскими языками, историей, естествознанием, ботаникой, минералогией, нумизматикой.
Во время учёбы в Братиславе Палкович был членом кружка филологов-патриотов и членом-учредителем Словацкого научного общества бернолакистов. После смерти Антона Бернолака и Юрая Фандли стал наиболее видным деятелем движения бернолакистов. Помогал распространению и развитию бернолакской письменности в основном как редактор и переводчик. Был крупнейшим благотворителем для литературов-берналакистов, жертвуя на издания их сочинений большую часть своего дохода. Благодаря его пожертвованиям к 1835 году, в частности, были изданы все важнейшие работы поэта-бернолакиста Яна Голлы, с которым он вёл обширную переписку и для которого также был консультантом и посредником.
Палкович выполнил несколько переводов с немецкого, латинского и греческого языков, в том числе библейские драмы и философские тексты. Он стремился сделать перевод Библии на бернолакский вариант словацкого языка, что ему в итоге, после более чем тридцатилетней работы, удалось сделать и издать его за счёт собственных средств в Эстергоме в двух томах между 1829 и 1832 годами. Он сам словацкие приходы высылается бесплатно. Во время работы над переводом библейских стихов в 1825—1827 годах участвовал в работе над изданием шестиязычного словаря Антона Бернолака «Slowár Slowenskí, Češko-Laťinsko-Ňemecko-Uhersk», который он составлял, редактировал и дополнял. После смерти оставил большую библиотеку.